# Kradzież roweru

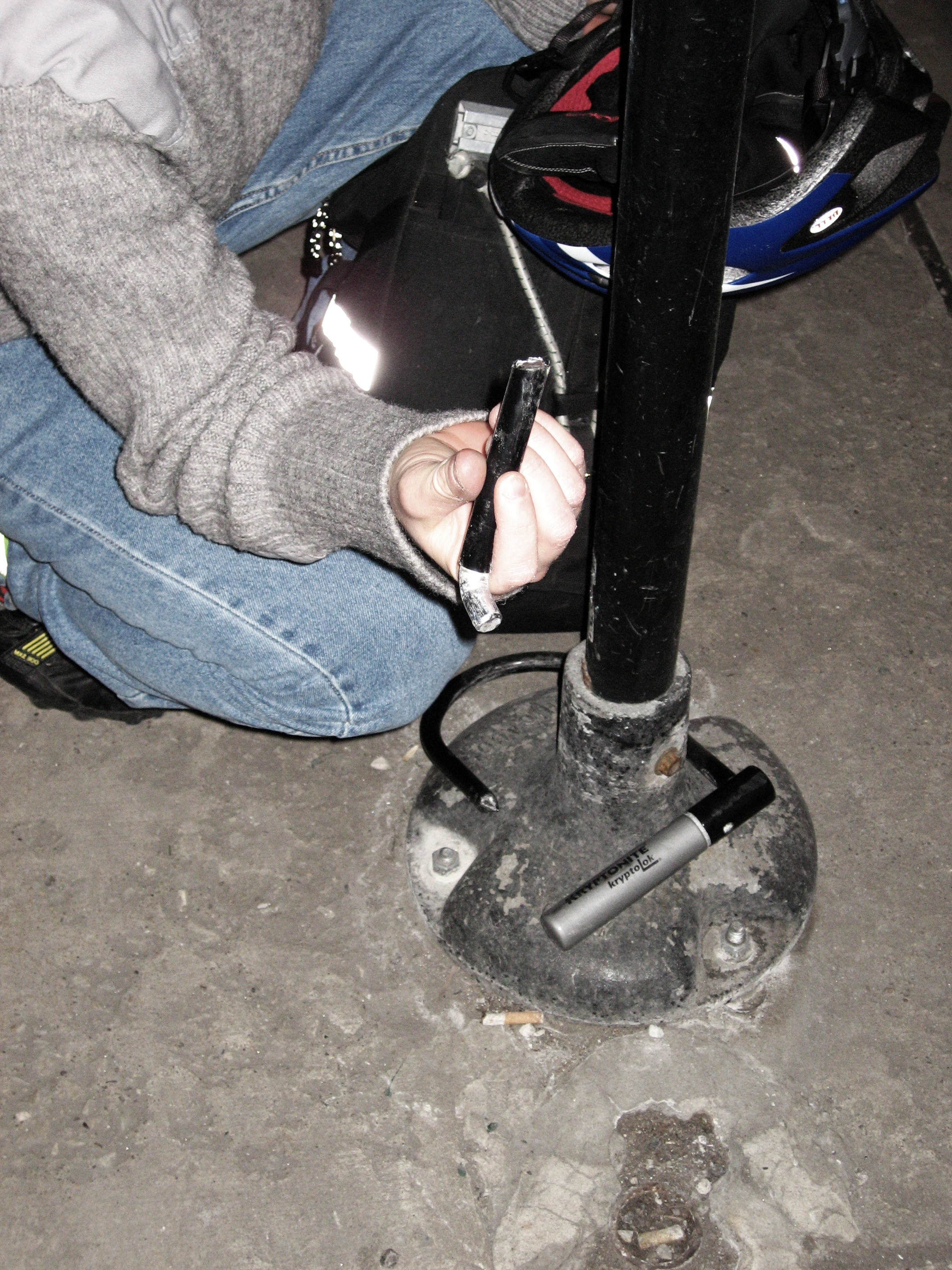
Odcięty rowerowy U-lock leżący luzem wokół słupa znaku ulicznego w Chicago w stanie Illinois został najwyraźniej pokonany przez przecinaki do śrub.

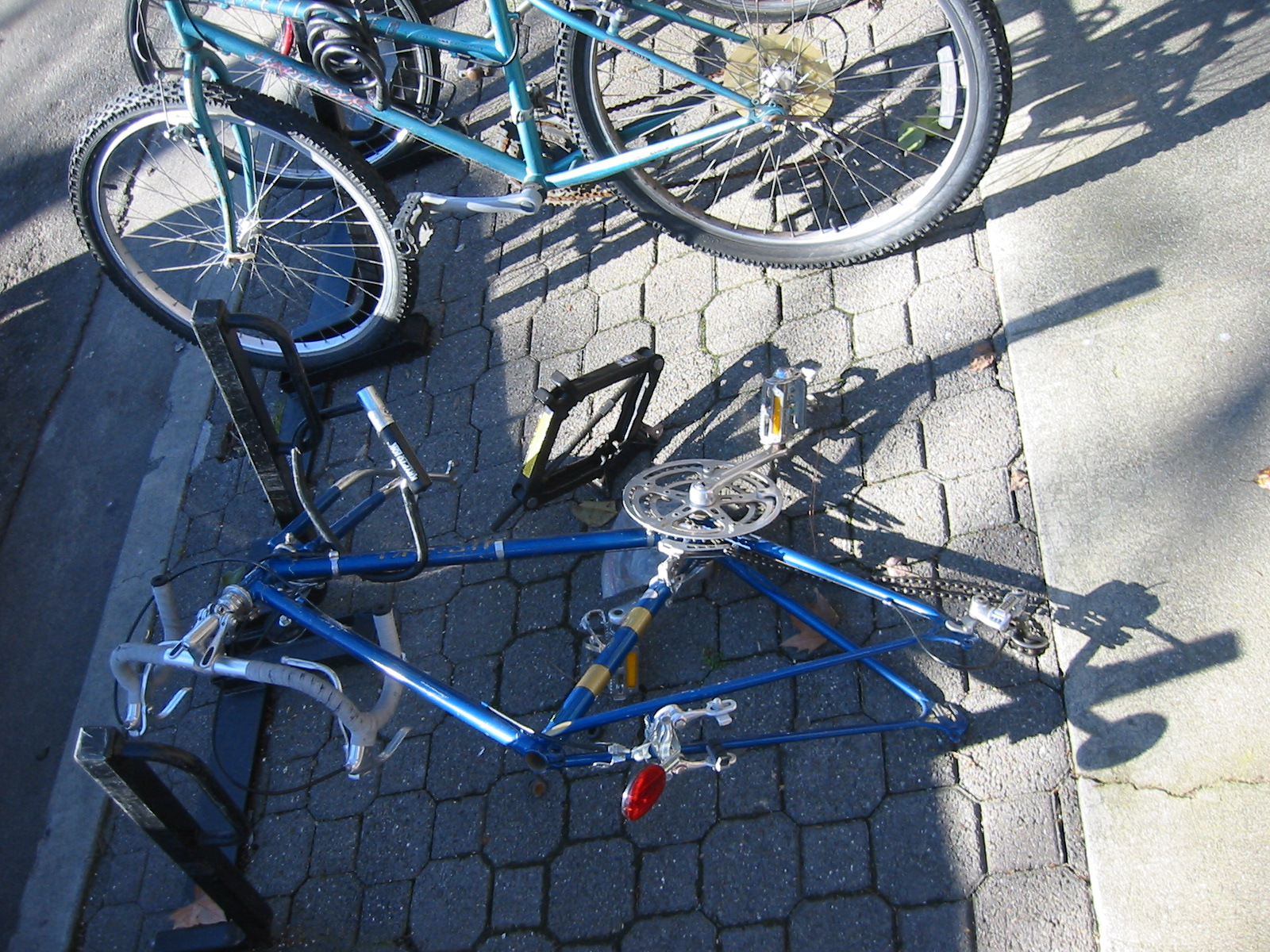
Próba kradzieży roweru w Davis w Kalifornii, gdzie sprawca próbował złamać U-lock za pomocą podnośnika samochodowego

Kradzież roweru – przestępstwo kradzieży roweru; Powszechne przestępstwo ze względu na względną łatwość odsprzedaży rowerów, które mają duży rynek wtórny. To sprawia, że przestępstwo jest atrakcyjne dla osób potrzebujących szybkiego zdobycia gotówki, takich jak osoby uzależnione od substancji. Rowery są również łatwo dostępne, często zamykane na zewnątrz w miejscach publicznych na obszarach miejskich. Pomimo rozwiniętego rynku zapięć rowerowych szacuje się, że każdego roku kradzionych jest kilka milionów rowerów. Złodzieje stosują różne metody obchodzenia zamków, w tym wykorzystują złe praktyki ochrony stosowane przez samych właścicieli rowerów. Właściciele rowerów mogą podjąć działania w celu zmniejszenia prawdopodobieństwa kradzieży, w tym korzystając z udogodnień, takich jak schowki na rowery i stojaki parkingowe.

## Skala zjawiska
Według International Crime Victim Survey (2000), 56% kradzieży rowerów w 17 krajach zostało zgłoszonych na policję.  Według szacunków NCVS doszło do około 1,3 miliona przypadków kradzieży lub kradzieży rowerów.
Według brytyjskiej policji w latach 1999-2005 liczba kradzieży i uszkodzeń rowerów wzrosła o 67%. 
Raport sporządzony w 2007 roku przez Birmingham Community Safety Partnership w Birmingham w Anglii wykazał, że większość złodziei rowerów to mężczyźni w wieku poniżej 20 lat  : 6 Według badań dotyczących kradzieży rowerów przeprowadzonych w Ellensburg w stanie Waszyngton około 80% skradzionych rowerów jest kradzionych w celach rekreacyjnych lub usług transportowych.
W badaniu The London Cycle Theft Survey (2016) przeprowadzonym przez Stolen Ride i London Cycling Campaign 55% respondentów stwierdziło, że jest „bardzo zaniepokojonych” bezpieczeństwem swoich rowerów w Londynie.
FBI publikuje procent zgłoszonych kradzieży rowerów każdego roku w swoim corocznym wydaniu Crime in the United States, które jest dostępne na stronie internetowej FBI, www.fbi.gov. W 2019 r. rowery stanowiły 3,1% zgłoszonych kradzieży, ustępując jedynie pojazdom silnikowym.
Szacuje się, że co roku w Europie kradzionych jest od 2,5 do 3 milionów rowerów. W Anglii i Walii w sezonie 2019/20 zgłoszono 88 307 zgłoszeń kradzieży rowerów.
Według danych Komendy Głównej Policji w Polsce w 2021 skradziono ponad 13,5 tys. rowerów; O ponad 750 więcej niż w 2020 r. Najwięcej rowerów skradziono z budynków wielorodzinnych – 3746 oraz bezpośrednio z dróg i jezdni – 1222. Rowery giną z klatek schodowych, z balkonów, z piwnic i z garaży, a także ze stojaków rowerowych. 

## Zapobieganie

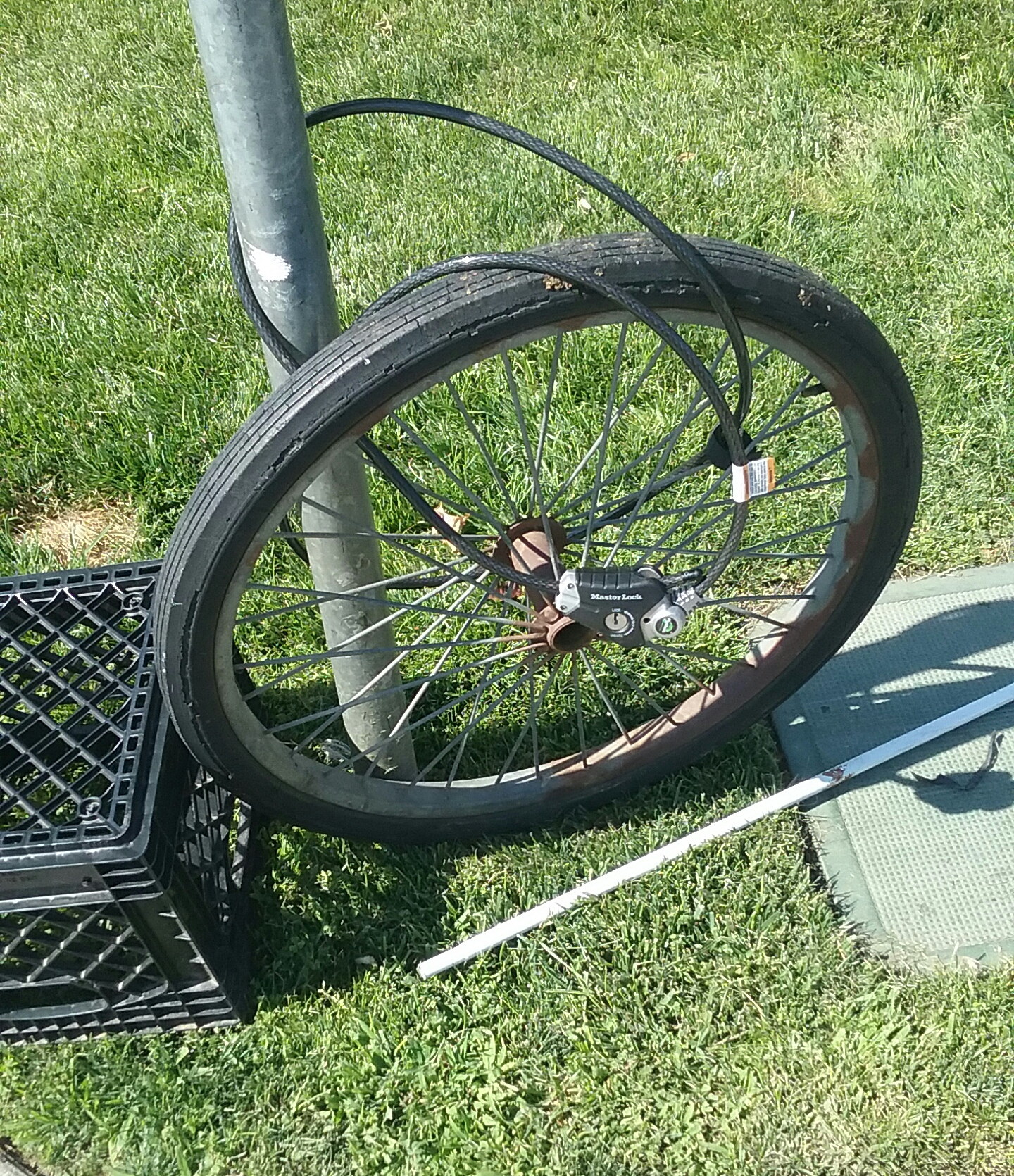
Pojedyncze koło rowerowe pozostaje zablokowane na słupku znaku stopu na parkingu centrum handlowego River Park we Fresno w Kalifornii, po tym, jak rower został najwyraźniej odkręcony od koła i wyniesiony.

Kradzieże rowerów to powszechne przestępstwo popełniane na obszarach o dużej populacji, a także na kampusach uniwersyteckich. Według Departamentu Policji Uniwersytetu Kolorado w Boulder stwierdzono, że większość kradzieży rowerów nastąpiła na skutek braku przypięcia (blokady) roweru, nieprawidłowego zapięcia blokady lub użycia blokady słabej jakości takich jak cienka linka lub niskiej jakości U-lock.
Kradzieży roweru można zapobiec, unikając mocowania kół szybkozamykaczami, ponieważ każdy może je łatwo zdjąć bez użycia jakichkolwiek narzędzi. Ponadto do zabezpieczenia roweru należy użyć mocnej blokady rowerowej typu U-lock, przymocować go do solidnych konstrukcji i nie pozostawiać roweru w jednym miejscu zbyt długo.
Ważny jest również sposób mocowania roweru do konstrukcji. Ważne jest, aby zarówno koło, jak i rama roweru były przymocowane do konstrukcji, aby złodziej nie mógł ukraść koła i pozostawić roweru lub odwrotnie ukraść roweru bez koła. Były złodziej rowerów z Londynu jako skuteczną blokadę polecił małe i sztywne D-locki, ponieważ najtrudniej je przeciąć.
Badanie opublikowane w 2012 roku w PLOS One dotyczyło efektu obserwowania w przypadku kradzieży rowerów. Naukowcy umieścili dobrze widoczne napisy „Złodzieje rowerów: obserwujemy was” (wraz z napisem „Operacja Crackdown” i logo lokalnej policji) w miejscach kampusu uniwersyteckiego w Anglii, w których często dochodziło do kradzieży rowerów. Badanie wykazało, że w rok po zainstalowaniu oznakowania liczba kradzieży rowerów spadła o 62% w lokalizacjach z oznaczeniami, ale wzrosła o 65% w pozostałych lokalizacjach kontrolnych użytych w badaniu, co sugeruje, że znaki były skuteczne, ale kradzieże przesunęły się w miejsca, w których nie było oznakowania."
Stacje parkingowe dla rowerów mogą zapewnić dodatkowe zabezpieczenie przed kradzieżą roweru, na przykład dzięki obecności na miejscu pracowników ochrony, telewizji przemysłowej oraz drzwi i bram, które do otwarcia wymagają klucza, kodu PIN lub karty zbliżeniowej.